# Modelul de culoare CMYK
| C    | M       | Y      | K     |
| cyan | magenta | galben | negru |
CMYK (din lb. en. Cyan, Magenta, Yellow, Key - cyan, magenta, galben & cheie) este un model de culoare substractiv utilizat în tipărirea color. Pentru obținerea unei anumite culori sunt combinați pigmenții celor patru culori de bază: cyan, magenta, galben, negru. Cu ajutorul acestui model se pot reproduce aproape toate culorile din spectrul vizibil; nu pot fi reproduse culori fluorescente, etc.
Prin următoarele exprimări : 4 culori, culori de proces, policromie se face referință de asemenea la modelul de culoare CMYK

## Utilizarea modelului CMYK
Tipărirea doar cu ajutorul culorilor CMY este posibilă, însă prin combinarea celor 3 culori nu poate fi reprodus un negru pur; fără culoarea neagră (K) se obține un negru impur, un cenușiu închis. 
În modelul de culoare CMYK valorile culorilor sunt exprimate pe o scală de la 0 la 100. O culoare cu o saturație maximă este exprimată prin 100%, iar lipsa acesteia prin 0%.
|  |  |
|  |  |

O imagine color este separată în cele patru culori C, M, Y, K (vezi imaginile de mai sus). Imprimarea se face în 4 etape, care corespund celor patru culori. Straturile de culoare au o anumită concentrație tradusă prin tonurile de culoare proprii imaginii care trebuie tipărită.

## CMYK vs.RGB
- Prima diferență dintre cele 2 modele de culoare constă în faptul că una este substractivă (CMYK), iar cealaltă aditivă (RGB).
- Modelul RGB este utilizat pentru a reda o imagine prin emisie de lumină, iar CMYK prin reflexie.
- Este imposibilă reproducere unei imagini de pe monitor (exprimată în RGB) în mod identic pe hârtie (exprimată în CMYK).
- În RGB culorile sunt exprimate prin valori cuprinse între 0 și 255 (în general).

De exemplu culoarea roșu Coca-Cola este exprimată astfel în CMYK C:0 M:100 Y:85 K:0, iar în RGB R:255 G:0 B:0